# Aridna klima
O aridnoj klimi (lat.aridus=suh) ili o aridnom klimatskom području se govori kada je riječ o količini padalina koja je u nekom području manja od mogućeg isparavanja u istom tom području. Posljedica toga je vrlo niska vlažnost zraka .
Pri tome se razlikuju:
- puna aridna klima : padaline < isparavanje traje od 10 do 12 mjeseci godišnje
- poluaridna klima : padaline < isparavanje traje tijekom 6 do 9 mjeseci godišnje.

Većina sušnih područja leži u subtropskom pustinjskom pojasu, jer pasati pušu samo do tzv. Rossove širine. Ali aridnih klimatskih područja ima i u drugim područjima, na primjer u planinama kao i u područjima polarnih pustinja.